# Stefan Kutrzeba
Stefan Kutrzeba, właśc. Włodzimierz Stefan Kutrzeba (ur. 4 maja 1946 w Kielcach) – polski pianista i pedagog specjalizujący się w tzw. Metodzie Chopina. Prywatnie ojciec doktora Nauk Społecznych w dziedzinie ekonomii wiedzy, Franciszka Kutrzeby, oraz aktora Jana Kutrzeby.

## Życiorys
W szkole średnej (PSM II st w Kielcach) jego nauczycielką była Anna Stefańska, wychowanka Aleksandra Michałowskiego. Studia w PWSM w Katowicach ukończył 1969 roku; studiował pod kierunkiem doc. Stefanii Allinównej, prof. Marii Smyczyńskiej oraz prof. Józefa Stompla. Uczył się prywatnie u prof. Karola Szafranka w Katowicach. Uczestniczył w kursie prof. Tatjany Nikołajewej w Weimarze (Niemcy) i zapoznał się z metodami rosyjskiej szkoły pianistycznej podczas półrocznego stażu w Konserwatorium Moskiewskim (1973). Aktywna działalność koncertowa w Polsce oraz wielu krajach europejskich w latach 1969–1988.
W latach 1981–1988 był dyrektorem PSM I i II st. w Kielcach. Następnie, od 1988 do 2011, pracował jako wykładowca fortepianu w Ylä-Satakunnan College of Music w Finlandii. Od września 2011 ponownie w PSM I i II st oraz OSM I i II st w Kielcach (aktualnie: ZPSM I i II stopnia im. L. Różyckiego w Kielcach). W latach 1998–2001 był wykładowcą na letnich warsztatach pianistycznych w Krynicy; od roku 2002 prowadzi międzynarodowe mistrzowskie kursy pianistyczne oraz seminaria pedagogiczne poświęcone Metodzie Chopina (2002–2007 w Olsztynie; od 2008 w Rzeszowie; od 2012 w Kielcach. Seminaria i wykłady w Polsce, na Litwie, w Finlandii, Niemczech, Francji (Gwadelupa) i na Słowacji. Współpracuje też jako pedagog fortepianu z Instytutem Edukacji Muzycznej Uniwersytetu Jana Kochanowskiego w Kielcach (2013).
Stefan Kutrzeba jest autorem licznych artykułów dot. Metody Chopina publikowanych w Polsce oraz w Niemczech i Słowacji. Jako pierwszy po H. Neuhausie – faktycznym odkrywcy znaczenia Metody Chopina – naukowo zinterpretował praktyczne możliwości zastosowania wskazówek Chopina zawartych w jego Szkicach do metody gry fortepianowej. Metoda Chopina stała się dla Kutrzeby najważniejszym punktem odniesienia w tworzeniu własnej metodyki nauczania gry na fortepianie. Jego strony internetowe są aktualnie jednym z najbogatszych źródeł informacji o praktycznych możliwościach stosowania Metody Chopina w pianistyce i pedagogice fortepianowej.